# Veľké Solisko

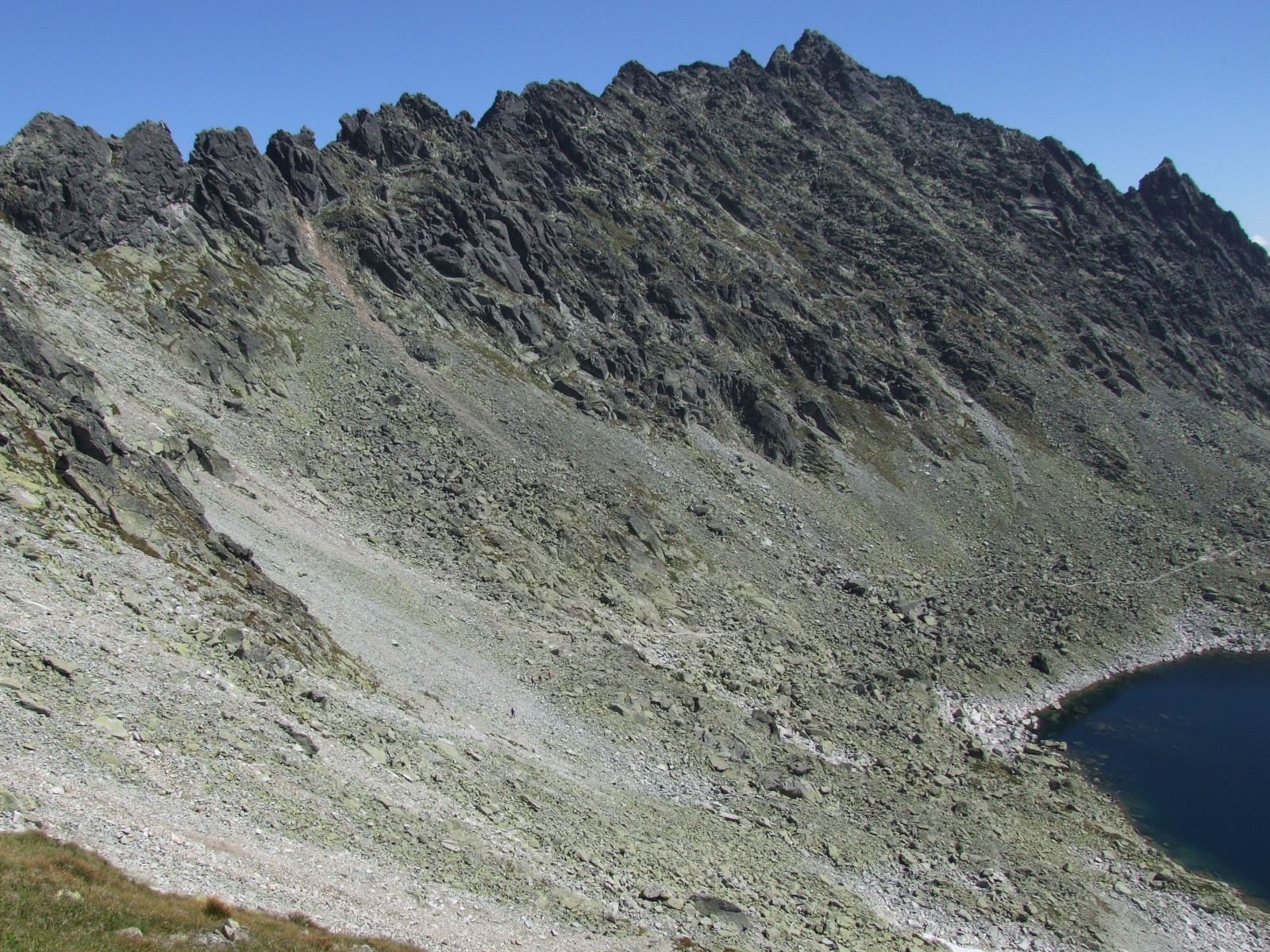
Der Berg mit einem Teil des Bergsees Vyšné Wahlenbergovo pleso

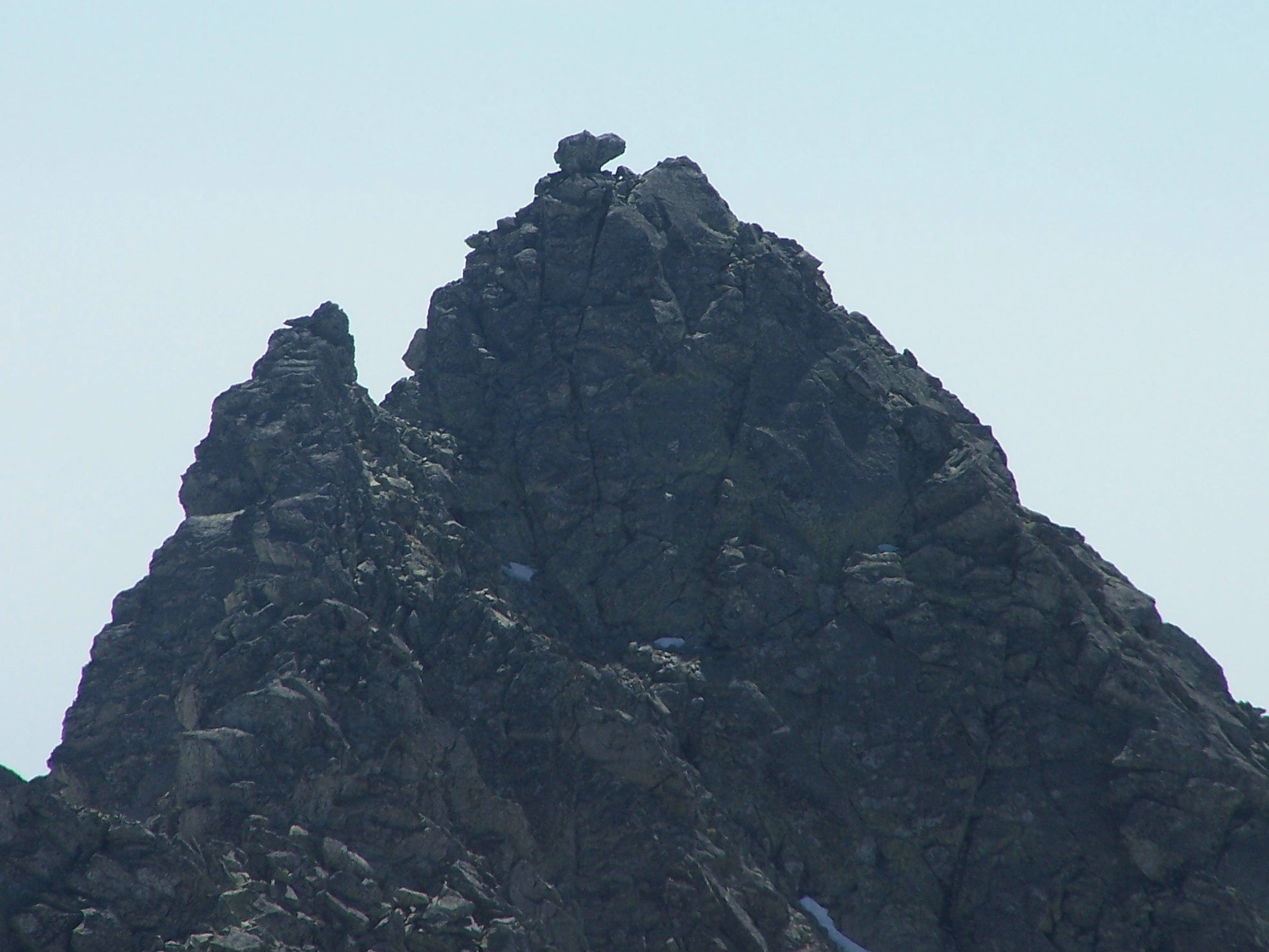
Der „Amboss“ am Gipfel

Veľké Solisko (deutsch Großer Solisko oder eingedeutscht Großer Salzberg, ungarisch Nagy-Szoliszkó, polnisch Wielkie Solisko) ist ein 2412 m n.m. (nach anderen Quellen 2404 m n.m.) hoher Berg in der Hohen Tatra in der Slowakei. Der Berg befindet sich im Seitengrat Soliskový hrebeň (deutsch Soliskograt oder Salzberggrat) zwischen den Tälern Furkotská dolina im Westen und Mlynická dolina im Osten und ist dessen höchste Erhebung.
Der gesamte Grat inklusive des Bergs liegt genau an der Wasserscheide zwischen zwei Meeren: Die westlichen Hänge gehören durch den Bach Furkotský potok zum Einzugsgebiet der Waag und Donau und somit des Schwarzen Meeres, die östlichen Hänge werden hingegen über die Mlynica, Poprad, Dunajec und Weichsel in die Ostsee entwässert.
Der Name ist von einer einstigen Salzlecke an den Hängen des südlich gelegenen Bergs Predné Solisko abgeleitet worden. Durch ein Missverständnis der Kartographen ging dieser Name auf den gesamten Grat über. Das Adjektiv Veľké (Groß-, slow. n.) hebt die Höhe im gesamten Seitengrat hervor. Im Jahrbuch 1898 des Ungarischen Karpathenvereins schlug Franz Dénes die Namen Nördliche Szoliszko Spitze (deutsch) beziehungsweise Éjszaki-Szoliszkó-csúcs (ungarisch) vor.
Die Erstbesteigung führte am 19. Juli 1903 der Kletterer Karol Englisch zusammen mit dem zipserdeutschen Bergführer Paul Spitzkopf vom Tal Furkotská dolina heraus durch. Zu diesem Anlass gab Englisch dem Berg die Namen Annaspitze, Annaturm (deutsch) beziehungsweise Annacsúcs, Annatorony (ungarisch) nach einer nicht näher bekannten Person. Dieser Name ging später auf den Nachbarberg Stredné Solisko über, aber auch dort fiel er außer Gebrauch.
Zum Gipfel führt kein touristischer Wanderweg und er ist somit nur für Mitglieder alpiner Vereine oder mit einem Bergführer zugänglich. In der Nähe verläuft ein gelb markierter Wanderweg durch die Täler Mlynická dolina und Furkotská dolina und die Scharte Bystrá lávka.